# Kupol (Unternehmen)

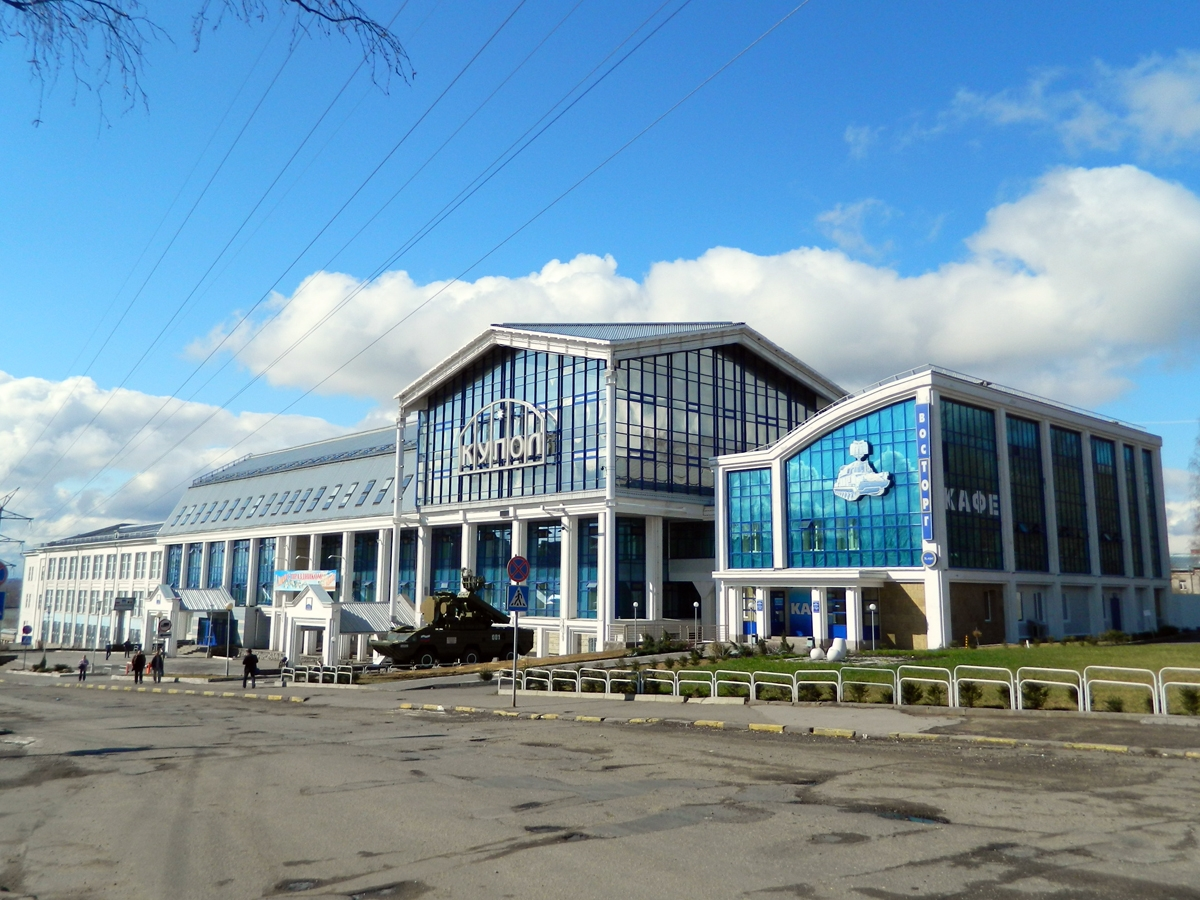
Hauptsitz der Firma KUPOL

Kupol (russisch КУПОЛ) bzw. IEMZ „Kupol“, mit vollem Namen Ischewski Elektromechanitscheski Sawod „Kupol“ (russisch Ижевский электромеханический завод «Купол», Ischewsker Elektromechanisches Werk „Kupol“) ist einer der größten russischen Rüstungshersteller mit Sitz in Ischewsk.

## Geschichte und Produkte
Das Unternehmen wurde am 20. Juni 1957 gegründet und erreichte 1958 die erste Ausbaustufe. Der erste Auftrag war die Fertigung von Komponenten für den Luft-Luft-Lenkflugkörper Kaliningrad K-5. 1961 begann die Produktion des Rechnersystems für den Flugabwehrraketen-Komplex 2K11 Krug, die Fernsteuerung für die 3M8-Raketen dieses Systems sowie der elektronischen Komponenten für Zielerkennung und Lenkung des Flugabwehrraketensystems 2K12 Kub. Von 1966 bis 1988 war Kupol der Hauptproduzent der Start- und Leitstation für das Flugabwehrraketensystem 9K33 Osa. Seit 1979 stellt Kupol das Flugabwehrsystem 9K330 Tor her. Das Werk übernimmt auch Reparaturen und Modernisierung der Osa- und Tor-Systeme.
Im Jahr 2002 wurde Kupol als Tochtergesellschaft in den Rüstungskonzern Almas-Antei aufgenommen.
Kupol bietet außerhalb des Rüstungsbereiches ein breites Spektrum technischer Produkte und Konsumgüter an, z. B.:
- Heizungs-, Ventilations- und Klimaanlagen
- Ölfördertechnik
- Lebensmitteltechnik
- Geräte für Chromatographie
- Medizinische Geräte
- hochreine Substanzen, wie Dialyse- und Infusionslösungen
- Wasseraufbereitungsanlagen
- Plastik- und Metallteile
- Flugverkehrskontrollsysteme wie z. B. „Sintes PIWP“[4]